# شاکندورف
شاکندورف (به آلمانی: Schackendorf) یک شهر در آلمان است که در زگه‌برگ واقع شده‌است. شاکندورف ۷۷۲ نفر جمعیت دارد.